# Rieder (Ballenstedt)
Rieder – dzielnica miasta Ballenstedt w Niemczech, w kraju związkowym Saksonia-Anhalt, w powiecie Harz.
1 stycznia 2011 jako gmina wchodząca w skład wspólnoty administracyjnej Gernrode/Harz została przyłączona do miasta Quedlinburg, stając się automatycznie jego dzielnicą. 19 lutego 2013 sąd Landesverfassungsgericht w Dessau-Roßlau uznał jej przyłączenie za sprzeczne z konstytucją. Z dzielnicy miasta Rieder stał się ponownie gminą.
1 grudnia 2013 gmina została przyłączona do miasta Ballenstedt i stała się automatycznie jego dzielnicą.